# Stanley Donen
Stanley Donen (ur. 13 kwietnia 1924 w Columbii, zm. 21 lutego 2019 w Nowym Jorku) – amerykański reżyser filmowy i teatralny, producent, choreograf oraz tancerz. Jedna z najbardziej znaczących postaci złotej epoki hollywoodzkich musicali.

## Życiorys
Reżyserował, a także grywał w znanych do dziś klasykach kina. W 1998 otrzymał Oscara Honorowego za całokształt osiągnięć reżyserskich.
Zasiadał w jury konkursu głównego na 22. (1969) oraz na 37. MFF w Cannes (1984).

## Filmografia
- Na przepustce (On the Town) (1949)
- Królewskie wesele (1951)
- Deszczowa piosenka (Singin' in the Rain) (1952)
- Siedem narzeczonych dla siedmiu braci (Seven Brides for Seven Brothers) (1954)
- Zabawna buzia (Funny Face) (1957)
- Pajama Game (1957)
- Szarada (Charade) (1963)
- Arabeska (Arabesque) (1966)
- Dusza na sprzedaż (Bedazzled) (1967)
- Dwoje na drodze (Two for the Road) (1967)
- Mały Książę (Little Prince) (1974)
- Saturn 3 (1980)

## Nagrody i nominacje
| Rok  | Nagroda                   | Kategoria                 | Wynik   |
| ---- | ------------------------- | ------------------------- | ------- |
| 1998 | Nagroda Akademii Filmowej | Za całokształt twórczości | Wygrana |
| 2004 | 61. MFF w Wenecji         | Honorowy Złoty Lew        | Wygrana |